# Masataka Ida
Masataka Ida (井田正孝, Ida Masataka), 5 octobre 1912 - 6 février 2004, est un lieutenant-colonel  de la section des affaires militaires du ministère japonais de la Guerre, à la fin de la Seconde Guerre mondiale.

## Biographie
Stationné à Formose (Taiwan), il est rappelé à Tokyo au début de 1945. Avec le Major Kenji Hatanaka et quelques autres, il est l'un des principaux conjurés dans un complot visant à renverser le gouvernement du premier ministre Kantarō Suzuki; ils souhaitent voir l'établissement de la loi martiale sous le ministre de la guerre Korechika Anami. 
Le plan change cependant, dans un tracé, conçu par le major Hatanaka, pour s'emparer du palais impérial et empêcher la radiodiffusion du discours de capitulation de l'empereur Hiro Hito. Le lieutenant colonel Ida ne prend part que brièvement à ce complot et essaye de convaincre Hatanaka de s'en retirer.
Ida considère la reddition comme un suicide de la part de la nation dans son ensemble et comme une tentative par les membres du cabinet de sauver leur propre vie, sans aucun égard pour l'honneur de la nation. Il décide que le seul moyen pour l'armée de retrouver son honneur et de présenter des excuses à l'empereur pour la défaite consiste pour eux à se suicider en masse par seppuku. Faute de quoi, il a l'intention de commettre seppuku lui-même. Après que le major Kenji Hatanaka, initiateur du complot, lui a demandé de se joindre à lui, il répond que le complot n'offre aucune garantie de succès et pourrait même conduire à une guerre civile. Il refuse la proposition de Kenji Hatanaka, préférant continuer ses préparatifs pour le suicide.
Ida est convaincu pendant un certain temps d'aider Hatanaka en demandant le soutien du lieutenant-général Takeshi Mori de la 1re division des gardes impériaux et de l'armée du district de l'Est. Comme il explique son raisonnement à celui-ci, il devient de plus en plus passionné à l'idée de mettre en œuvre le complot. Cependant, après le refus de Mori de soutenir le soulèvement, et son assassinat ultérieur, ainsi que l'incapacité d'Ida d'obtenir le soutien de l'armée du district de l'Est, il décide que le plan ne peut jamais réussir. Il se rend au palais impérial pour avertir Hatanaka que l'armée du district de l'Est est sur le chemin de l'arrêter et qu'il doit abandonner. Ida estime qu'il n'y a plus aucune chance de succès et que la seule fin honorable à cette situation ne peut être que le suicide.
Convaincu qu'il a fait tout ce qu'il pouvait pour dissuader Hatanaka, Ida va informer Korechika Anami, ministre de la guerre de l'occupation du palais. Apprenant qu'Anami se prépare à commettre seppuku, Ida informe le ministre de son intention de faire de même. Anami insiste pour qu'il ne le fasse pas et qu'il est plus courageux de travailler pour la reconstruction du Japon que de se suicider. Anami se tue et Ida est placé sous surveillance pour s'assurer qu'il ne fait pas la même chose. À la suite des ordres d'Anami, Ida survit à la guerre.
Ida passe en cour martiale pour son rôle dans la tentative de coup d'État mais convainc le tribunal qu'il a sincèrement essayé de réparer son erreur par sa tentative de dissuader Hatanaka de poursuivre la mise en œuvre du complot. Il change son nom pour Iwada et devient par la suite chef du département des affaires générales de la plus grande agence de publicité du Japon.